# 永昌寺 (青森県鯵ヶ沢町)
永昌寺（えいしょうじ）は、青森県西津軽郡鰺ヶ沢町大字漁師町にある日蓮宗の寺院。山号は海聚山。旧本山は大本山妙顕寺(四条門流)

## 歴史
寛文元年（1661年）敦賀国（現在の福井県）出身の僧、弘法院日護が荒廃して無住となっていた天台寺院を再興した。天和2年（1682年）日空（京都の妙顕寺19世）から現在の寺号を得る。貞享2年（1685年）旧堂を改築し庫裏を建立した。昭和7年（1937年）に火災で本堂を焼失した。現在の本堂は昭和20年（1945年）再建されたもの。

## 境内
- 本堂

## 歴代
- 弘法院日護

## 参考資料
- 日蓮宗寺院大鑑編集委員会『宗祖第七百遠忌記念出版 日蓮宗寺院大鑑』大本山池上本門寺 (1981年)